# Syrichthodontus cribratus
Syrichthodontus cribratus är en skalbaggsart som beskrevs av Karl Henrik Boheman 1857. Syrichthodontus cribratus ingår i släktet Syrichthodontus och familjen Dynastidae. Inga underarter finns listade i Catalogue of Life.